# ゲイリー・P・ブリンソン
ゲイリー・P・ブリンソン（Gary P. Brinson）はアメリカの元投資家。 シカゴを拠点とする資産運用会社のブリンソン・パートナーズ創設者であり、同社は1994年に スイス銀行コーポレーション （現在の UBS ）買収された。またブリンソン・パートナーズは、銀行関連の規制要件を回避するために、未上場関係のビジネスをスピンアウトさせ、アダムス・ストリート・パートナーズを2000年9月に設立している。2000年にブリンソンが退任する前は、 スイス銀行コーポレーション の資産運用部門（後のUBSアセット・マネジメント）を率いた。
グローバル投資に関する2冊の本の共著者であり、さまざまな投資トピックに関する多数の記事を執筆しており、特にパフォーマンスの要因分析、アセットアロケーションに於いて有名である。ブリンソンは、 ジョージ・ラッセル・ジュニア 、 ウォーレン・バフェット 、 ビル・グロース などの投資家とともに、投資分野の「生ける伝説」の一人と呼ばれている。

## 経歴
ワシントン州シアトル 1943年生まれ。 父親はバスの運転手、母親はシアーズで事務員として働いていた。  
シアトル大学 を1966年に卒業し、 ワシントン州立大学 でMBAを1968年に取得した。
1960年代後半、トラベラーズ保険会社 のアナリストとして資産運用ビジネスに参入した。1979年、ブリンソンはトラベラーズを退社し、 ファースト・シカゴ・バンク の信託部門に最高投資責任者（CIO）として加わった。 1981年までに、ブリンソンはファースト・シカゴ・インベストメント・アドバイザーズ、後のブリンソン・パートナーズとなるチームを結成した。ファースト・シカゴ・インベストメント・アドバイザーズは1983年に独立した資金運用会社となった。
1980年代を通じて、ブリンソンは、 アセットアロケーションの理論開発のパイオニアとしての地位を確立した。シンプルで費用対効果の高い投資戦略を用いて、株式、債券、現金、不動産、ベンチャー・キャピタル、その他の代替資産クラスにわたる資産配分を推し進めた。これは1990年代のマネー・マネジャーの間でほぼ常識となった。
1989年、ファースト・シカゴ・バンクからの 1 億米ドル規模のマネジメント・バイアウト を主導し、パートナーや投資家の大勢とともにファースト・シカゴ・インベストメント・アドバイザーズの約75％を取得した。 その後5年間で運用規模を約360億 米ドルまで成長させた。同社は、米機関投資家にグローバル市場へのアクセスを提供することに注力し、米国最大の年金運用会社の一つとして頭角を現していた。
1994年、スイス銀行コーポレーションは、 オコナー＆アソシエーツ 、 S.G.ウォーバーグ＆カンパニー 、 ディロン・リード＆カンパニー を含む一連の買収の真っ只中にあり、1998年のスイス・ユニオン銀行と合併した。 スイス銀行コーポレーションはブリンソン・パートナーズの買収を発表し、同行の資産運用部門の経営にブリンソンを起用した。 スイス銀行コーポレーションはブリンソン・パートナーズの買収に 7 億5000万米ドルを支払い、ブリンソンとそのパートナーは75%の株式を売却して 4 億6000万米ドルの利益を得た。
ブリンソン・パートナーズの買収後、スイス銀行コーポレーションの資産運用事業を統括。またUBSとの合併後、 UBSグローバル・アセット・マネジメント の最高投資責任者（CIO）に就任した。
ドットコムバブル が暴落する直前の2000年初頭にUBSを退職した。インターネット・バブル の暴走と、ファンダメンタルズとバリュー投資 から切り離された状況に、ブリンソンは数年前から不満を募らせていた。

## 主な業績や影響
投資パフォーマンスの要因分析 の基礎を確立するために、 Brinson and Fachler (1985) およびBrinson, Hood, and Beebower (1986) によって書かれた2つの記事を通じて、ブリンソン・モデルを紹介したことで知られている。

## その他の活動
教育、公衆衛生、科学研究プログラムの支援に焦点を当てた非営利団体としてブリンソン財団を設立した。